# 八公犬物語
《八公犬物語》（英語：Hachiko Monogatari）是一部1987年的日本電影，故事改编自日本1923－1935年间，以東京澀谷車站為主要發生地的真實事件忠犬八公。上映時為該年的日本票房冠軍，全球票房成績高達54億日元。

## 製作
- 導演：神山征二郎
- 編劇：新藤兼人
- 音樂：林哲司
- 主題曲：林哲司『ガラスの観覧車』 （玻璃摩天輪）
- 片長：107分鐘

## 角色
- 上野秀次郎：仲代達矢
- 上野静子：八千草薫
- 森山積：柳葉敏郎
- 上野千鶴子：石野真子
- 煙草屋の内儀さん：浦辺粂子
- 尾形才吉：尾美利德
- お吉：春川真澄
- 留さん：山城新伍
- 芹沢道郎：山本圭
- 橋本八百蔵：殿山泰司
- 近藤梅蔵：加藤嘉
- 前川：井川比佐志
- 間瀬課長：高橋長英
- 町田巡査：石倉三郎
- 燒鳥屋的客人：岸部四郎
- 女中およし：片桐入
- 旅館主人：三木則平
- 旅館のおかみ：菅井きん
- たみ子：加藤登紀子
- 安井小荷物係：泉谷しげる
- 菊さん：長門裕之
- 古川車站的站長：田村高廣

## 獎項
| - 第11屆日本電影金像獎（1988年） - 「最佳電影獎」 - 「最佳劇本獎」：新藤兼人 - 「最佳美術獎」：西岡善信 - 「最佳錄音獎」：紅谷愃一 | - 第42屆每日電影獎（1988年） - 「最佳美術獎」：西岡善信 |

## 外部連結
- 互联网电影数据库（IMDb）上《八公犬物語》的资料（英文）
- AllMovie上《八公犬物語》的资料（英文）